# Pan, amor y fantasía
Pan, amor y fantasía (Pane, amore e fantasia) es una película italiana en blanco y negro del género de comedia dirigida por Luigi Comencini a partir de su propio guion, escrito en colaboración con Ettore Maria Margadonna.
Los actores principales son Vittorio De Sica y Gina Lollobrigida. 
La película se estrenó en Italia el 22 de diciembre de 1953.

## Sinopsis

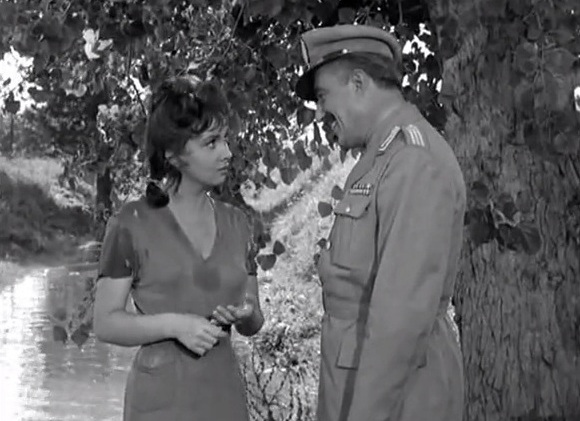
Gina Lollobrigida y Vittorio De Sica en un fotograma de la película.

Antonio Carotenuto (Vittorio De Sica), de mediana edad, oficial de carabineros asignado a un remoto pueblo de montaña en Italia llamado Sagliena (para el que se empleó Castel San Pietro Romano, en el Lacio), decide casarse y elige para ello a la joven Maria De Ritis (Gina Lollobrigida), pero ella ya está de novia con el carabinero Pietro Stelluti (Roberto Risso), subordinado de Antonio, que, confundiendo la campechanía de Maria con promiscuidad, le hace proposiciones, y es rechazado, por lo que dirige su propósito hacia una vecina de mediana edad, Annarella Mirziano (Marisa Merlini), que parece corresponderle.

## Reparto
- Vittorio De Sica:	El mariscal de carabineros Antonio Carotenuto
- Gina Lollobrigida: Maria De Ritis, apodada la «Bersagliera»[3]
- Marisa Merlini: Annarella Mirziano, la comadrona
- Virgilio Riento: Don Emidio, el párroco
- Tina Pica: Caramella, la empleada doméstica
- Maria Pia Casilio: Paoletta, la sobrina del cura
- Roberto Risso: El carabinero Pietro Stelluti
- Memmo Carotenuto: El carabinero Sirio Baiocchi
- Vittoria Crispo: Maria Antonia De Ritis, madre de la «Bersagliera»
- Guglielmo Barnabò: Don Concezio, el intendente
- Gigi Reder: Ricuccio
- Fausto Guerzoni: El hombre del catalejo
- Nino Vingelli: Don Vincenzino, el vendedor ambulante
- Attilio Torelli: Rumbumbù, el vendedor de comida
- Checco Rissone: El peluquero
- Alfredo Rizzo: El brigadier Squinzi
- Giulio Battiferri: El subbrigadier Bolognini
- Mario Meniconi: Matteo
- Violetta Gragnani: Giulia Squinzi
- Yvonne Sanson
- Ada Colangeli: Una vecina intrigante
- Marcella Melnati: La abuela de Riccucio
- Amalia Pellegrini: La abuela de Matteo
- Nietta Zocchi: Otra vecina intrigante

## Recepción
Se suele considerar esta película como el ejemplo más logrado de neorrealismo rosa, y muchos críticos opinan que fue la mejor actuación de Gina Lollobrígida, y la más natural.

## Premios y candidaturas
Por esta película, Luigi Comencini fue el ganador del Premio Oso de Plata a la mejor dirección en el Festival Internacional de Cine de Berlín de 1954 y Ettore Maria Margadonna fue candidato al Premio Óscar al mejor argumento el mismo año.
También en 1954 Gina Lollobrigida recibió el premio Nastro d'argento (Cinta de plata en español), concedido anualmente por el Sindacato Nazionale Giornalisti Cinematografici Italiani (SNGCI) (Sindicato Nacional Italiano de Periodistas de Cine) como mejor actriz protagonista.
En la British Academy of Film and Television Arts BAFTA el filme fue candidato en 1955 al premio a la mejor película y en 1954 fue candidato a la mejor película extranjera en el National Board of Review.

## Secuelas
El filme tuvo varias secuelas, todas ellas con Vittorio De Sica: 
- 1954: Pan, amor y celos (Pane, amore e gelosia), con la misma Gina Lollobrigida y dirigida también por Luigi Comencini.
- 1955: Pan, amor y... (Pane, amore e...), con Sophia Loren y dirigida por Dino Risi.
- 1959: Pan, amor y... Andalucía, con Carmen Sevilla y dirigida por Javier Setó.

También se considera como otra secuela, sin Vittorio De Sica, Tuppe tuppe, Marescià! o È permesso Maresciallo?, de 1958, con Peppino De Filippo y Giovanna Ralli, y dirigida por Carlo Ludovico Bragaglia.